# Nodjialem Myaro
Nodjialem Myaro, née le 5 septembre 1976 à N'Djaména au Tchad, est une joueuse internationale et dirigeante française de handball. championne du monde en 2003, elle est présidente de la Ligue féminine de handball depuis 2013.

## Biographie
Deux ans après sa naissance au Tchad, sa famille s'installe à Toulouse dans le quartier du Mirail. Elle a quatre sœurs et un frère, né en France. Son père, encore étudiant en droit en 1978, multiplie les petits boulots en France, puis rentre au Tchad en 1990.

### Carrière de joueuse
Étudiante, elle joue au handball au Toulouse Cheminots Marengo Sports (TCMS) à compter de 1991, et fréquente l’équipe de France junior. Le sélectionneur Olivier Krumbholz, également entraîneur de l’ASPTT Metz, réussit à la convaincre de venir jouer à Metz, tout en poursuivant des études de psychologie à l'université. En 1996, elle devient internationale.
Avec l'Équipe de France, elle atteint la finale et est élue meilleure demi-centre au Championnat du monde en 1999 puis remporte le championnat du monde 2003 en Croatie. Elle fait aussi partie de la sélection française ayant terminé sixième des Jeux olympiques de 2000 et quatrième des Jeux olympiques de 2004.
En 2002, elle rejoint le meilleur championnat européen au Danemark en jouant une saison à l'Ikast-Bording EH puis deux saisons pour le KIF Kolding. Elle revient en France en 2005 au Havre AC avant de rejoindre la saison suivante le Handball Plan-de-Cuques puis la Réunion et le HBC St-Pierre. En 2010, elle revient en métropole dans l'ambitieux club de l'OGC Nice qui remporte le Championnat de France de Division 2 en 2012. À la fin de la saison 2012-2013, à 36 ans, elle met fin à sa carrière de joueuse

### Carrière de consultante et dirigeant sportive
dès 2007, à l'occasion du championnat du monde féminin de handball 2007 en France, elle est consultante pour la télévision.
Après le décès de Patricia Saurina (d), le conseil d'administration de la Fédération française de handball réuni le vendredi 18 octobre 2013 la désigne au poste de présidente de la Ligue féminine de handball.
En décembre 2017, elle est consultante sur TMC et TF1 pour commenter le quart-de-finale, la demi-finale et la finale de l'équipe de France au Championnat du monde féminin de handball 2017 avec Grégoire Margotton. En décembre 2018, elle commente le dernier match du tour préliminaire, la demi-finale et la finale de l'équipe de France au Championnat d'Europe féminin de handball 2018, avec Grégoire Margotton, sur TMC pour les deux premiers matchs et sur TF1 pour la finale.
Dès 2019, le duo est assuré de réaliser les commentaires des matchs de handball féminin retransmis par TF1, TMC ou TFX, jusqu'en 2025 vu que les chaines du Groupe TF1 retransmettent jusqu'à 5 matchs par compétition que ce soit les championnats d'Europe (2020, 2024) ou les championnats du monde (2019, 2021, 2023, 2025).
Durant les Jeux olympiques 2020 à Tokyo, elle est consultante pour Eurosport et commente les matchs de handball.
En janvier 2022, sur TF1, elle commente avec Grégoire Margotton la demi-finale du championnat d'Europe masculin. Elle remplace Philippe Gardent, le consultant habituel des matchs de l'équipe masculine sur la chaîne, ce dernier étant tombé malade. Puis en novembre 2022, lors du championnat d'Europe féminin, elle commente les matches de la compétition retransmis par TMC et TFX en compagnie de Christophe Jammot, Grégoire Margotton étant occupé par les commentaires de la Coupe du monde de football 2022.
Le 17 décembre 2023, elle commente en direct sur TF1, TMC ou TFX plusieurs matchs du championnat du monde 2023 que la France remporte vingt ans après le titre remporté par Myaro et les Bleues.

## Palmarès

### En club
- vainqueur du Championnat de France (5) en 1996, 1997, 1999, 2000 et 2002 (avec Metz Handball)
- vainqueur de la coupe de France (3) en 1998 et 1999 (avec Metz Handball), 2006 (avec Le Havre AC Handball)
- vainqueur du Championnat de France de Division 2 (1) en 2012 (avec OGC Nice)

### En équipe nationale
Nodjialem Myaro connait sa première sélection le 4 octobre 1996 face à l' Autriche. Ses résultats en compétition internationale sont :
Championnats du monde
- 10e place au championnat du monde 1997,  Allemagne
- Médaille d'argent au championnat du monde 1999,  Danemark et  Norvège
- 5e place au championnat du monde 2001,  Italie
- Médaille d'or au championnat du monde 2003,  Croatie

Jeux olympiques
- 6e place aux Jeux olympiques 2000 de Sydney,  Australie
- 4e place aux Jeux olympiques 2004 d'Athènes,  Grèce

Championnats d'Europe
- 5e place au championnat d'Europe 2000,  Roumanie
- place au championnat d'Europe 2002,  Danemark

Autres
- Médaille d'or aux Jeux méditerranéens de 1997 à Bari
- Médaille d'or aux Jeux méditerranéens de 2001 à Tunis,  Tunisie

## Distinctions et décorations

### Distinctions
- Élue meilleure demi-centre du Championnat du monde 1999

### Décorations
- Chevalière de l'ordre national du Mérite (décret du 31 décembre 2020)[16]
- Chevalière de la Légion d'honneur (2025)[17].